# Ceratitis antistictica
Ceratitis antistictica är en tvåvingeart som beskrevs av Mario Bezzi 1913. Ceratitis antistictica ingår i släktet Ceratitis och familjen borrflugor.
Artens utbredningsområde är Nigeria. Inga underarter finns listade i Catalogue of Life.